# Ghostbusters: The Video Game
Ghostbusters: The Video Game (en español: Los Cazafantasmas: El videojuego) es un videojuego de acción basado en la franquicia de las películas de Ghostbusters. Terminal Reality desarrolló el juego para las versiones de Xbox 360, PlayStation 3 y el sistema operativo Microsoft Windows, mientras que Red Fly Studio lo desarrolló para las versiones de PlayStation 2, PlayStation Portable y Wii y Zen Studios para la versión de Nintendo DS. En Norteamérica, algunas de las versiones del juego fueron publicadas por Atari, mientras que en Europa las versiones para las consolas PlayStation 2, PlayStation Portable y PlayStation 3 fueron publicadas por Sony Computer Entertainment.
El juego sigue al jugador, quién es un nuevo recluta en los Cazafantasmas, un equipo de parapsicologistas quiénes capturan a fantasmas. El juego contiene elementos de un típico videojuego de disparos en tercera persona, pero en vez de un arma convencional, los personajes están equipados con un pack de protones, un arma que atrapa y captura a los fantasmas. El argumento se transcurre dos años después de Ghostbusters II, alrededor del día de acción de gracias de 1991, con los Cazafantasmas entrenando al jugador, mientras investigan las actividades paranormales en la ciudad de Nueva York.
Varios de los personajes principales de las películas se involucraron en la producción del juego. Todos los actores que interpretaron a los Cazafantasmas (Dan Aykroyd, Harold Ramis, Bill Murray y Ernie Hudson) pusieron su voz y sirvieron de base para los personajes del juego. Aykroyd y Ramis, quiénes escribieron las películas, también ayudaron como consultores del guion del juego. Otros miembros del elenco, como William Atherton, Brian Doyle-Murray y Annie Potts pusieron su voz y su apariencia fue empleada para crear modelos basados en sus personajes. Ghostbusters: The Video Game también contiene la banda sonora de la película original, así como personajes, localizaciones y elementos usados en las películas. El creador de Ghostbusters, Dan Aykroyd dijo que "ésta es esencialmente la tercera película".

## Jugabilidad
El juego es un videojuego de disparos en tercera persona, en el que los jugadores controlan a un personaje al que llaman "cadete" (llamado en inglés "Rookie, "Rook", "Newbie" y nombres similares por los Cazafantasmas), un nuevo recluta para los Cazafantasmas. El jugador controla al cadete mientras explora los entornos de cada nivel, investigando actividades paranormales y fantasmales, sólo o con los cuatro miembros de los Cazafantasmass. Los jugadores pueden intercambiar a una perspectiva de primera persona usando el medidor de PKE y un visor. En este modo, los objetos paranormales aparecen destacados y el medidor PKE ayuda a encontrar fantasmas u objetos encantados. Los jugadores pueden escanear esos objetos para conseguir más información y recibir una recompensa monetaria. No se pueden usar armas en este modo.
Fuera de la visión en primera persona, el jugador puede apuntar y disparar el rayo de protones para debilitar a los fantasmas y capturarlos en una trampa de fantasmas. Sin embargo, el uso continuo del rayo calienta el equipo. Este puede ser enfriado manualmente. Si el equipo se sobrecalienta o está siendo enfriado, el jugador no podrá usar las armas. Cuando un fantasma haya sido debilitado, se puede activar el rayo capturador para llevar al fantasma a la trampa. También se puede chocar al fantasma contra una superficie dura para debilitar al fantasma y así facilitar su captura. Este rayo puede usarse también para mover objetos.

### Multijugador
Las versiones de Xbox 360 y PlayStation 3 tienen características de multijugador en línea. Los jugadores pueden jugar en línea en el modo cooperativo con hasta tres jugadores en diversas misiones fuera de la historia principal. Estas incluyen capturar el mayor número de fantasmas en un tiempo determinado o intentar defender los disruptores de fantasmas que están cargados. La versión de Wii es la única que dispone de multijugador local, con todas las misiones disponibles para 2 jugadores en modo de pantalla dividida.
Los modos en línea para PS3 no están disponibles desde diciembre de 2012, al cerrar Atari los servidores dedicados. Sin embargo, los servidores de Xbox 360 siguen activos.

### Versión de Nintendo DS
La versión de Nintendo DS, desarrollada por Zen Studios, es completamente diferente de las versiones realistas y estilizadas del resto de plataformas, y ha sido comparada con la antigua versión del juego de Activision (1984). Esta versión hace uso de la pantalla táctil de Nintendo DS, con acción en proyección isométrica, y secuencias de conducción y gestión de recursos.

## Desarrollo
En 2006, el desarrollador de juegos ZootFly comenzó a trabajar en un juego de Ghostbusters antes de que tuviera asegurado los derechos por parte de Sony. La compañía estrenó vídeos de la versión temprana del juego en internet. Sin embargo, la compañía fue incapaz al asegurar los derechos de las películas para desarrollar el juego oficialmente. ZootFly continuó con el desarrollo del juego, cambiando elementos para no incluir referencias a las películas, y renombrándolo como TimeO.
Al mismo tiempo, en la primavera del 2007, Sierra Entertainment y el desarrollador Terminal Reality se reunieron con Sony para discutir sobre la posibilidad de desarrollar su videojuego de Ghostbusters. La reacción positiva que recibieron los vídeos publicados por ZootFly convenció a Sony. Terminal Reality comenzó el desarrollo del juego, mencionando que se estaban centrando en la versión de PS3. Una de las características del juego que Terminal Reality mencionó fue un sistema de inteligencia artificial de masas que sería usado en un nivel del desfile del día de Acción de Gracias, pero no fue incluido en la versión final.
El desarrollo del juego paró cuando Vivendi Games se fusionó con Activision para formar Activision Blizzard. El 28 de julio de 2008, Activision Blizzard (el publicador de los títulos de Vivendi y Sierra) anunció que sólo publicarían cinco franquicias. Ghostbusters no era una de ellas, así que el desarrollo del juego quedó en el aire. El relaciones públicas de Sierra confirmó que el juego no había sido cancelado.
Tras meses de especulación, Infogrames anunció el 7 de noviembre de 2008 que Atari publicaría el juego en junio de 2009, coincidiendo con el 25.º aniversario del estreno de la primera película. En el Consumer Electronics Show de 2009, Sony confirmó que el juego será estrenado el 16 de junio en Norteamérica y el 19 de junio en Europa, al mismo tiempo que las películas de Los Cazafantasmas en Blu-Ray. Sony más tarde anunció que publicaría las versiones de PS2 y PS3 en Europa, garantizado a las consolas de Sony una exclusividad temporal, mientras que Atari publicaría el juego para otras consolas más tarde ese mismo año. Atari publicaría los juegos en Norteamérica. A pesar de la compra por parte de Namco de las operaciones europeas de Atari, este estreno permaneció intacto. La versión de Xbox 360 no tiene bloqueo regional, permitiendo a los jugadores con consolas europeas importar la versión norteamericana de Xbox 360, saltándose la exclusividad temporal de Sony.
Terminal Reality informó de los costes de desarrollo, situándose entre 15 y 20 millones de dólares. Terminal Reality mostró interés en desarrollar un juego basado en una posible tercera parte de Cazafantasmas, aunque el estudio cerró.
Sigourney Weaver declinó formar parte del proyecto en su papel de Dana Barret, pero se interesó cuando supo que Bill Murray se había involucrado. El juego estaba en una fase de desarrollo demasiado avanzada como para incluir a su personaje, y Weaver no aparece en el juego, excepto mencionado por otros personajes.

## Recepción
Ghostbusters: The Video Game fue recibido positivamente, en general. Greg Miller, de IGN, le puntuó ambas versiones de Xbox 360 y PlayStation 3 con un 8,0 sobre 10. Miller describió el juego como una "carta de amor a los seguidores de Los Cazafantasmas". Definió las escenas cinemáticas de CGI como una característica positiva, pero encontró problemas con la rígida animación de los personajes y mala sincronía de labios en las otras escenas cinemáticas. Miller dio para la versión de Wii un 7,8 sobre 10. A diferencia de Miller, Matt Casamassina consideró que el sistema de apuntado de Ghostbusters es mejor que el de Resident Evil 4. PSM3 le dio al juego una puntuación de 85 sobre 100, mencionando que el juego es "demasiado corto, pero lleno de calidad e imaginación". The A.V Club le dio al juego una B-, concluyendo que "es el mejor juego de Cazafantasmas". Kevin VanOrd de GameSpot calificó a las versiones de Xbox 360 y PS3 con un 7,5 sobre de 10, enumerando la jugabilidad del modo de atrapar fantasmas y el multijugador como puntos positivos y lugares frustrantes y una jugabilidad repetitiva como puntos negativos. También analizó la versión de Wii, dándole un 8 sobre 10, diciendo que "Cazafantasmas es tan divertido que se le perdona su escasa duración".
Ars Technica citó diferencias gráficas entre las versiones de Xbox 360 y PS3. Aunque ambas versiones fueres desarrolladas simultáneamente por Terminal Reality, Ars dice que la versión de PS3 usa texturas de menor calidad, comparado con la versión de Xbox 360.
Las críticas para la versión de Windows del juego fueron más dispares. En general, se elogió varios elementos de la jugabilidad, la historia, la actuación y los gráficos de una manera consistente con las otras plataformas, pero criticaron la falta de soporte del multijugador y algunos problemas con la implementación de la gestión de los derechos digitales. Mientras que la versión de Windows recibió una crítica generalmente positiva de Kevin VanOrd del GameSpot, recibió una puntuación ligeramente menor comparando con las versiones de Xbox 360 y PS3, debido a no tener multijugador y mostrar "...señales notables port de consola, tales como opciones mínimas de gráficos y menús centrados en el teclado". Axel Cushing de Armchair Empire destacó la jugabilidad y la ejecución, pero le dio una puntuación de 6 sobre 10, debido a un problema que tuvo con el instalador y el gestor de DRM SecuRom la versión física del juego, el cual describió como "obnoxious as hell" (tremendamente molesto).
De acuerdo a Terminal Reality, el juego vendió más de un millón de unidades hacia mitad de julio de 2009.